# Sibila

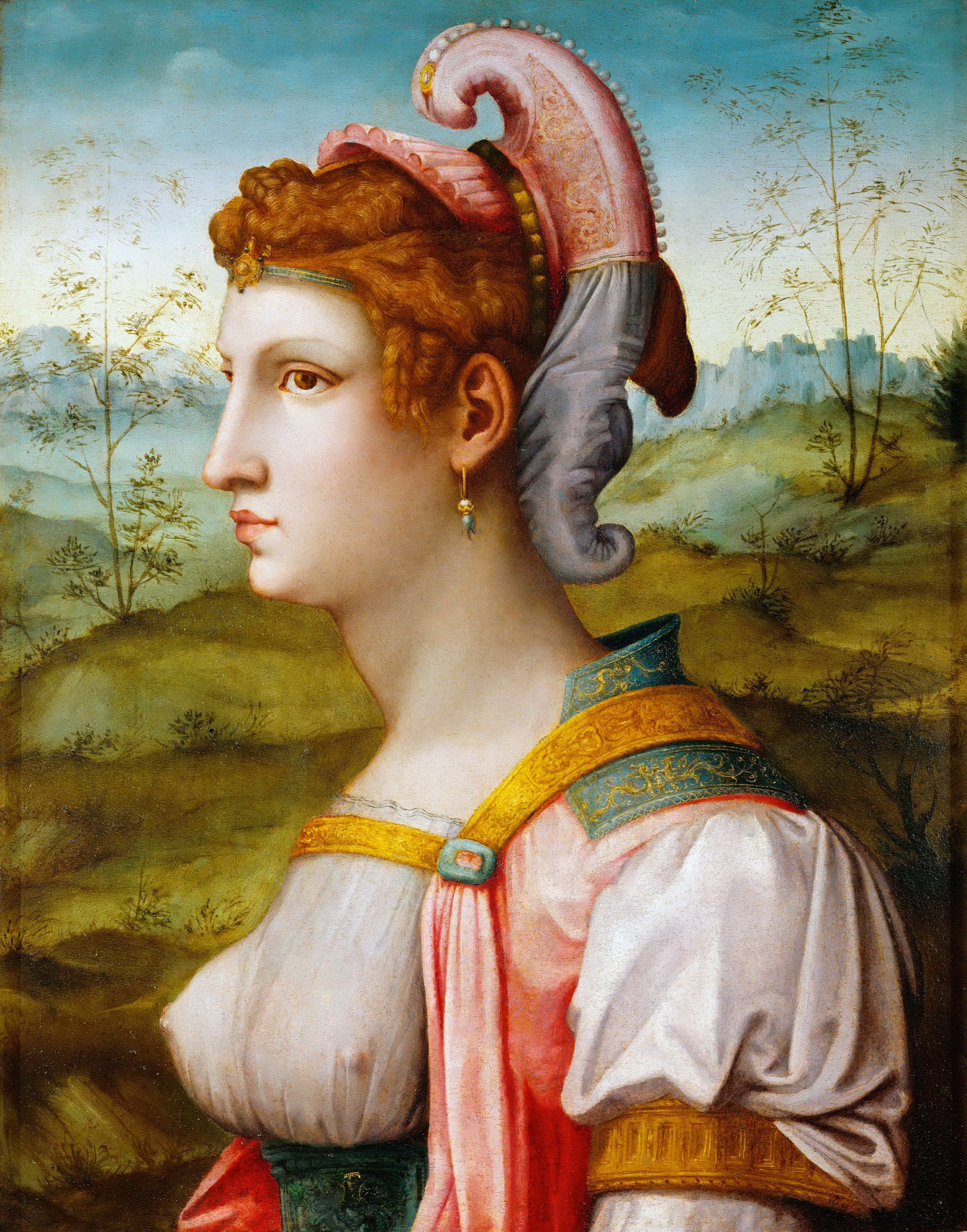
Tabloul Sibylle de Francesco Ubertini (c. 1525)

Sibila este un personaj din mitologia greacă și mitologia romană. Aceasta este o proorociță, uneori inspirată de Apollo, care cunoaște viitorul.
În latină cuvântul Sybilla (cuvânt împrumutat din greacă: σίβυλλα sibylla) are sensul de profetă sau prorociță. 

## Generalități
“Sibile” erau femei considerate a fi înzestrate cu darul profeției, în general preotese ale zeului Apollo, iar numărul lor varia în cursul timpurilor de la 4 la 10. 
Cea mai vestită prezicătoare era sibila din Cumae (Italia). Ea ar fi trăit mult timp și, pe măsură ce îmbătrânea, devenea tot mai mică la trup. Se spune că pe vremea lui Lucius Tarquinius Superbus i-ar fi oferit acestuia "cărțile sibiline", în care erau adunate toate oracolele, precum si o serie de prescripții religioase, respectate la Roma până târziu. 
În afara sibilei din Cumae au mai existat sibile vestite la Delphi (Pythia), Dydima, Samos etc.

## Galerie de imagini

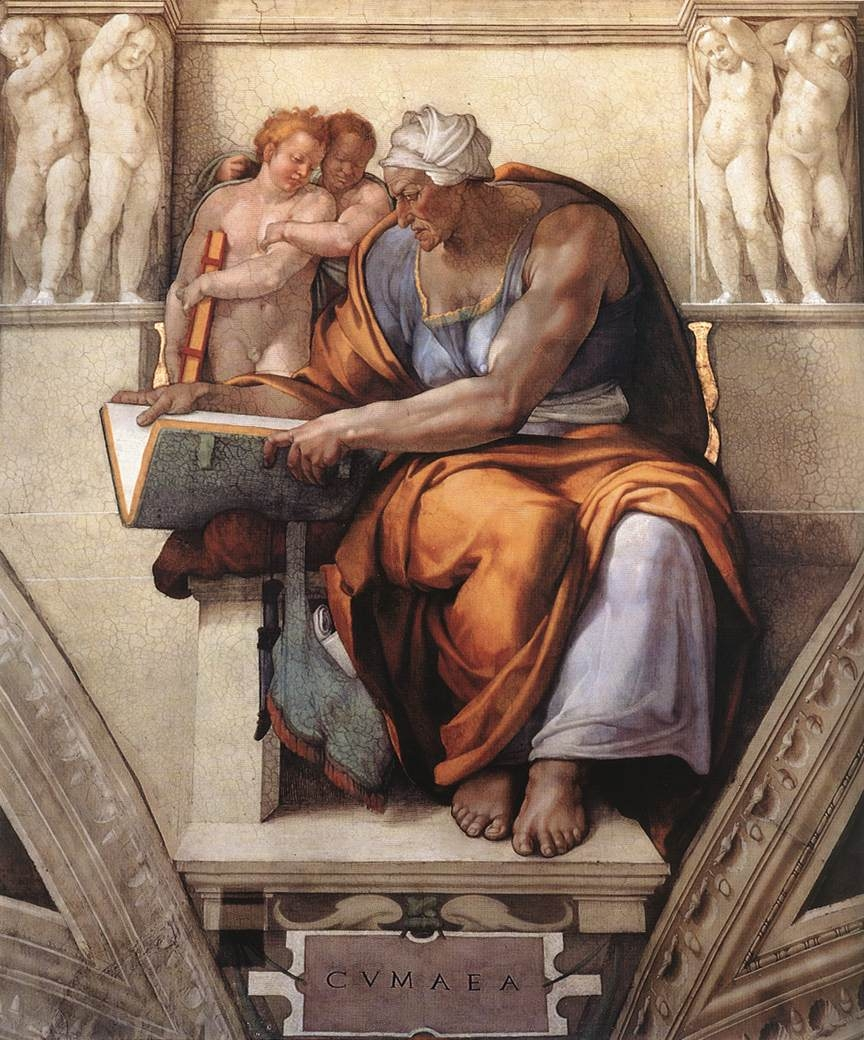
Michelangelo: Sibila din Cumae (Sibila Cumană) (Vatican, Capela Sixtină)
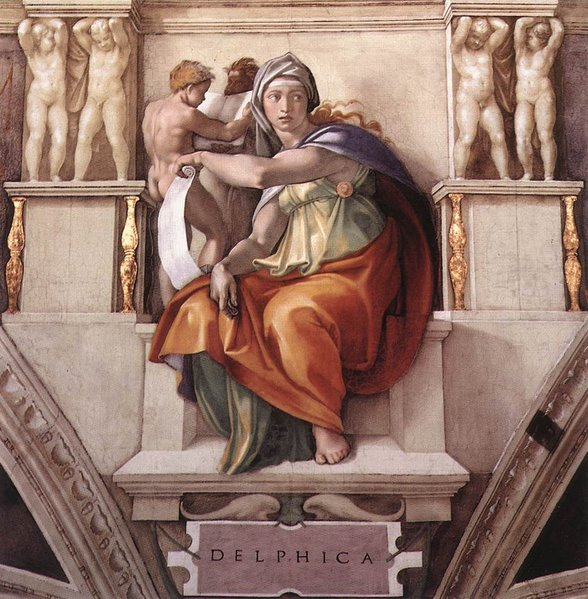
Michelangelo: Sibila din Delphi (Sibila Delfică) (Vatican, Capela Sixtină)
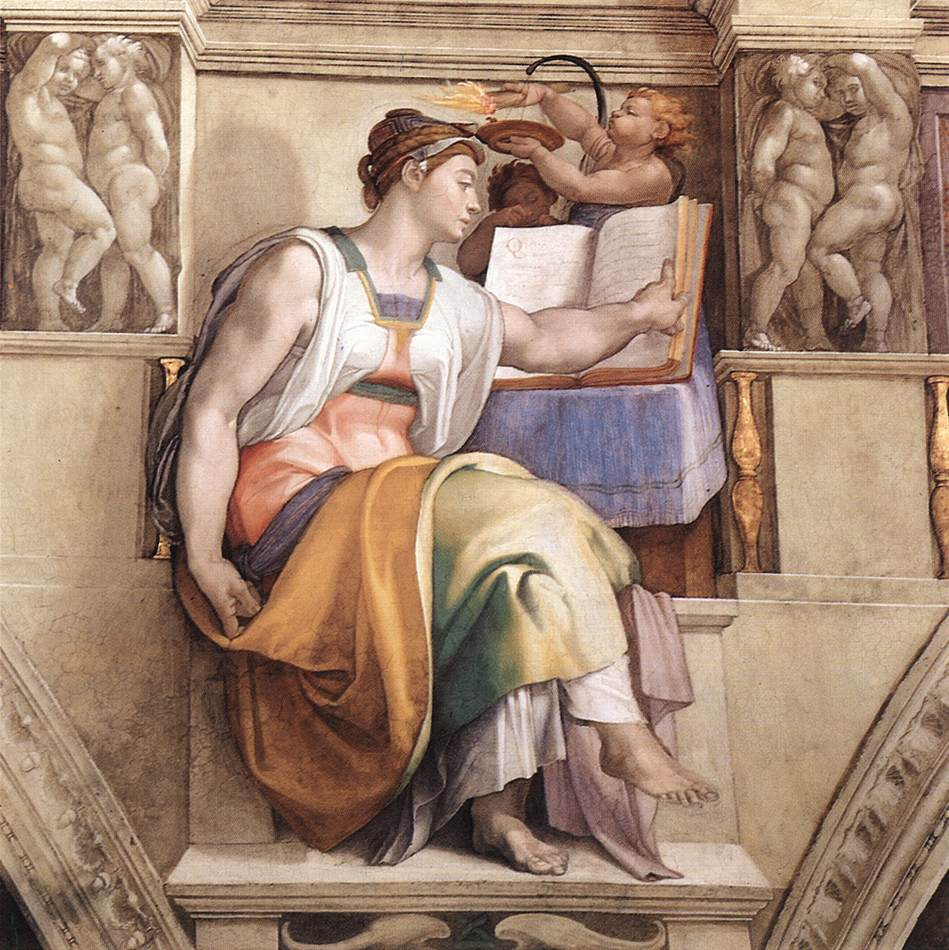
Michelangelo: Sibila din Eritreea (Sibila Eritreeană) (Vatican, Capela Sixtină)
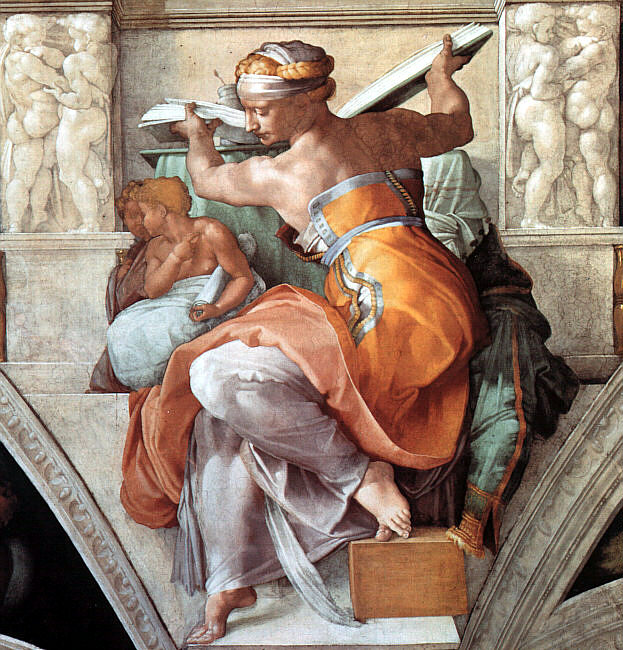
Michelangelo: Sibila din Libia (Sibila Libiană) (Vatican, Capela Sixtină)
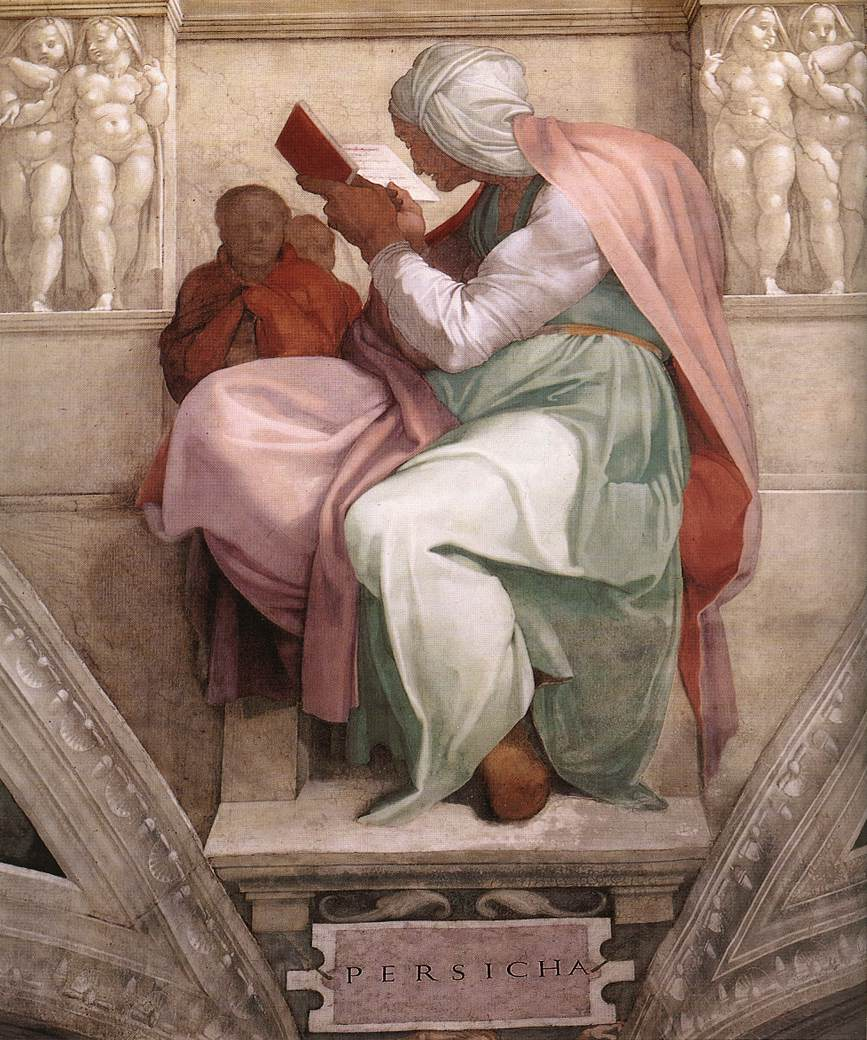
Michelangelo: Sibila din Persia (Sibila Persiană) (Vatican, Capela Sixtină)